# Завод азотних добрив у Дургапурі
Завод азотних добрив у Дургапурі – колишнє підприємство хімічної промисловості, що працювало в індійському штаті Західна Бенгалія.
В 1974 році на майданчику в Дургапурі ввели в дію виробництво аміаку добовою продуктивністю 600 тон, сировиною для якого була суміш легких вуглеводнів – naphtha (також відома як цінна сировина для установок парового крекінгу). В подальшому аміак використовували для виробництва сечовини з добовою продуктивністю 1000 тон на добу.
Первісно завод належав Fertilizer Corporation of India, а в 1978-му перейшов до іншої державної компанії Hindustan Fertilizer Corporation.
Доволі швидко завод потрапив у важке фінансове становище і в 1997 (за іншими даними — 2002) році його зупинили. В подальшому обладнання та споруди підприємства демонтували.